# アン＝ソフィー・モンディエール
アン＝ソフィー・モンディエール（Anne-Sophie Mondière  1979年2月1日- ）はフランスのロアンヌ出身の柔道選手。階級は78kg超級。身長174cm。体重86kg。得意技は小内刈、一本背負投。5段。理学療法士の資格を有している。憧れの柔道家はセシル・ノバック。

## 人物
柔道は10歳の時に始めた。ジュニア時代は78kg級の選手だったが、シニアになると78kg超級に階級を上げた。2005年の世界選手権では78kg超級と無差別で3位となった。2006年にはヨーロッパ選手権で初優勝を飾ると、地元フランスのパリで開催されたワールドカップ団体戦ではフランスチームの優勝に貢献した。2007年にはヨーロッパ選手権で2連覇すると、世界選手権無差別では3位になった。2008年にはヨーロッパ選手権で3連覇を果たしたものの、北京オリンピックでは2回戦で塚田真希に大外刈で敗れるなどして7位に終わった。2009年から2年ほどは出産と育児のために柔道から離れた。2011年に地元パリで開催された世界選手権では3回戦でスロベニアのルツィヤ・ポラウデルに一本背負投で敗れたが、世界団体ではフランスチームの優勝メンバーに名を連ねた。2012年のロンドンオリンピックでは初戦でブラジルのマリア・アルテマンに技ありで敗れた。

## 主な戦績
(階級表記のない大会は全て78kg超級での成績)
- 1997年 - ヨーロッパジュニア　3位(72kg超級)
- 1998年 - ヨーロッパジュニア　3位(78kg級)
- 1999年 - フランス国際　3位(78kg級)
- 2001年 - ヨーロッパ選手権　無差別　2位
- 2002年 - ヨーロッパ選手権　2位
- 2005年 - フランス国際　2位
- 2005年 - 世界選手権　78kg超級 3位 無差別　3位
- 2006年 - フランス国際　優勝
- 2006年 - ヨーロッパ選手権　優勝
- 2006年 - ワールドカップ団体戦　優勝
- 2007年 - ヨーロッパ選手権　優勝
- 2007年 - 世界選手権　78kg超級 5位 無差別　3位
- 2007年 - 嘉納杯　3位
- 2008年 - ドイツ国際　3位
- 2008年 - ヨーロッパ選手権　優勝
- 2008年 - 北京オリンピック　7位
- 2010年 - ワールドカップ・バーミンガム　優勝
- 2010年 - グランプリ・ロッテルダム　2位
- 2010年 - グランドスラム・東京　3位
- 2011年 - グランプリ・デュッセルドルフ　3位
- 2011年 - ヨーロッパ選手権　2位
- 2011年 - ミリタリーワールドゲームズ　優勝
- 2011年 - 世界団体　優勝
- 2011年 - ワールドカップ・ローマ　3位
- 2011年 - グランプリ・アブダビ　3位
- 2012年 - ワールドマスターズ　5位
- 2012年 - ワールドカップ・ソフィア　3位
- 2012年 - グランドスラム・パリ　3位

(出典、JudoInside.com)。